# Weißbrunnsee
Der Weißbrunnsee (italienisch Lago di Fontana Bianca) ist ein Stausee im oberen Ultental in Südtirol. Er gehört zu der Kette von Stauseen und Wasserkraftwerken im Ultental, die Alperia Greenpower GmbH zur elektroenergetischen Nutzung der Wasserkraft des Tales betreibt.

## Lage und Zuflüsse
Der Weißbrunnsee liegt in etwa 1871 m Höhe am Ende des nördlichen Astes des Ultentales (Flatschbergtal), das sich in St. Gertraud, dem letzten Ort des Tales, verzweigt. Nach etwa sechs Kilometern von St. Gertraud aus endet die Fahrstraße am See. Hier ist der ideale Ausgangspunkt für Wanderungen in den östlichen Teil des Nationalparks Stilfserjoch, zu dem auch der See gehört.

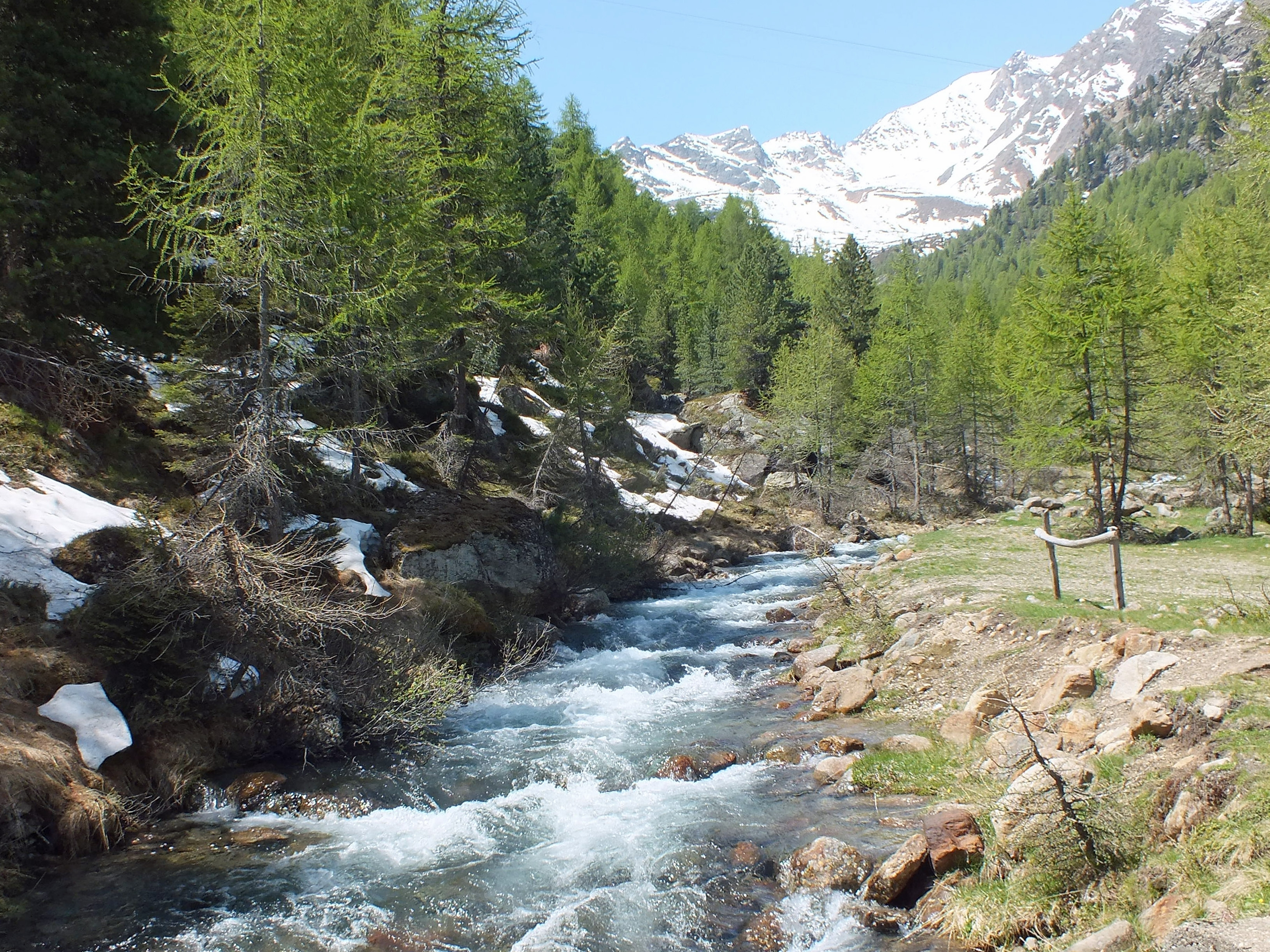
Die Falschauer
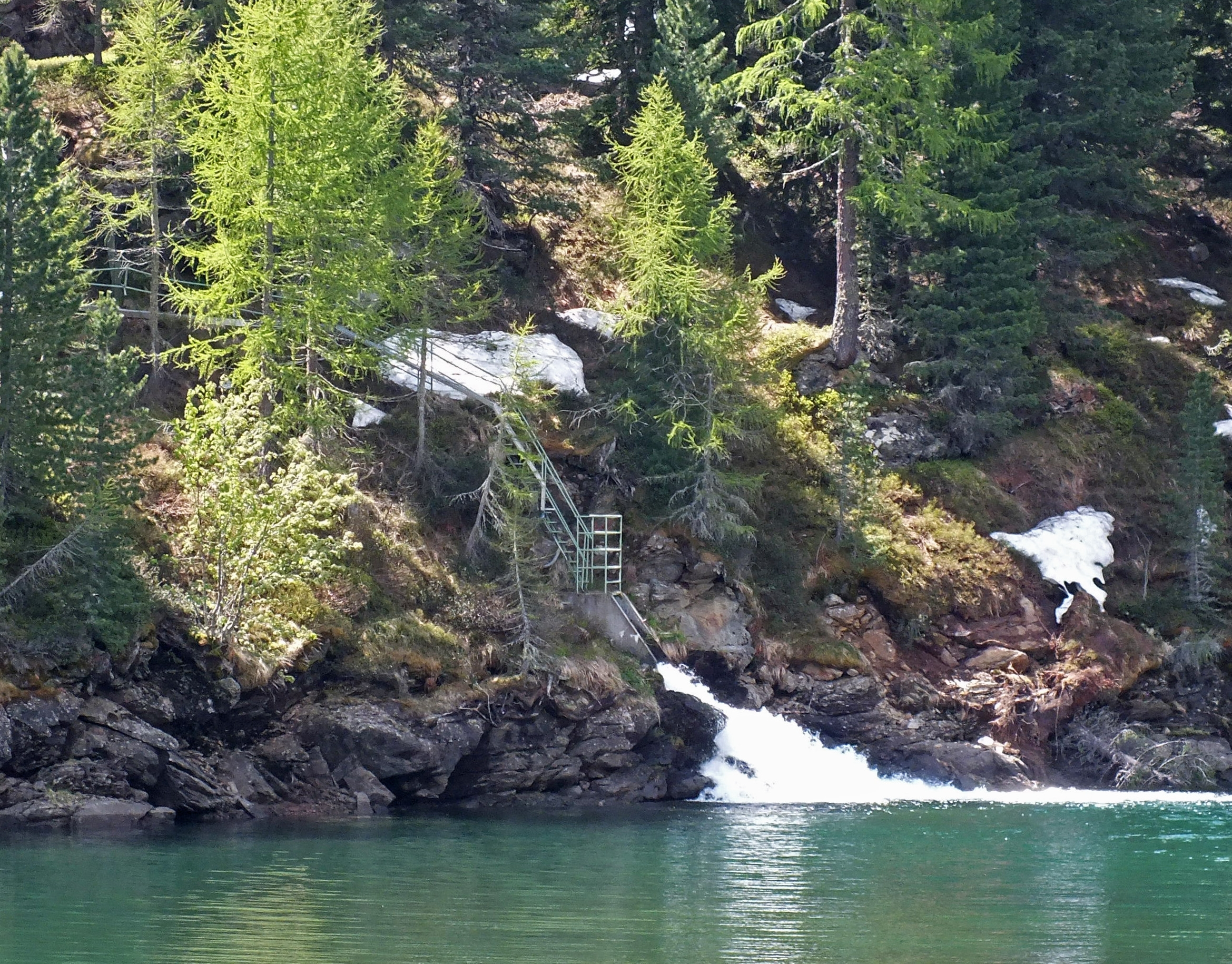
Der Einleitungszulauf

Der natürliche Zufluss zum Weißbrunnsee ist die Falschauer. Durch künstliche Wasserbauten gibt es aber weitere. Der Hauptanteil ist das Ablaufwasser aus dem Kraftwerk Weißbrunn, das am Westufer des Sees dem Stauwerk gegenüberliegt. Es bezieht sein Nutzwasser über Druckstollen und -leitungen aus dem Grünsee und dem Fischersee. Darüber hinaus wird mittels Wasserfassungen in den Tälern des Kirchbergbachs und des Klapfbachs (rechte Nebenflüsse der Falschauer) Wasser gesammelt und über Druckleitungen an die Ostseite des Weißbrunnsees geführt und dort eingeleitet.

## Die Staudämme
Eine etwa 150 Meter breite Geländeerhebung in der Talmitte führte dazu, dass der Staudamm in zwei Teilen ausgeführt werden konnte, die in etwa einem Winkel von 120 Grad zueinander stehen. Es sind Erdschüttdämme.

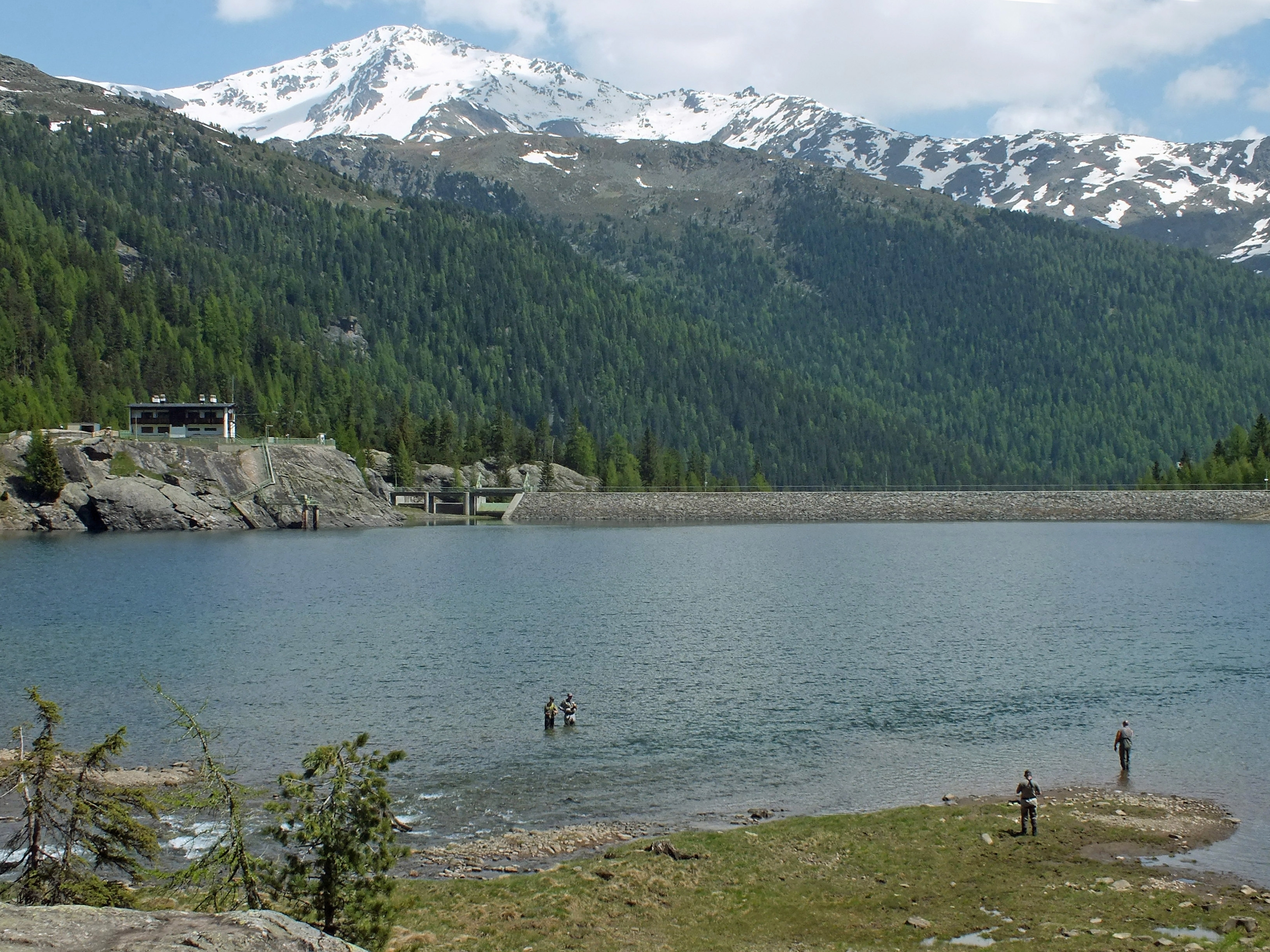
Blick zum Hauptstaudamm
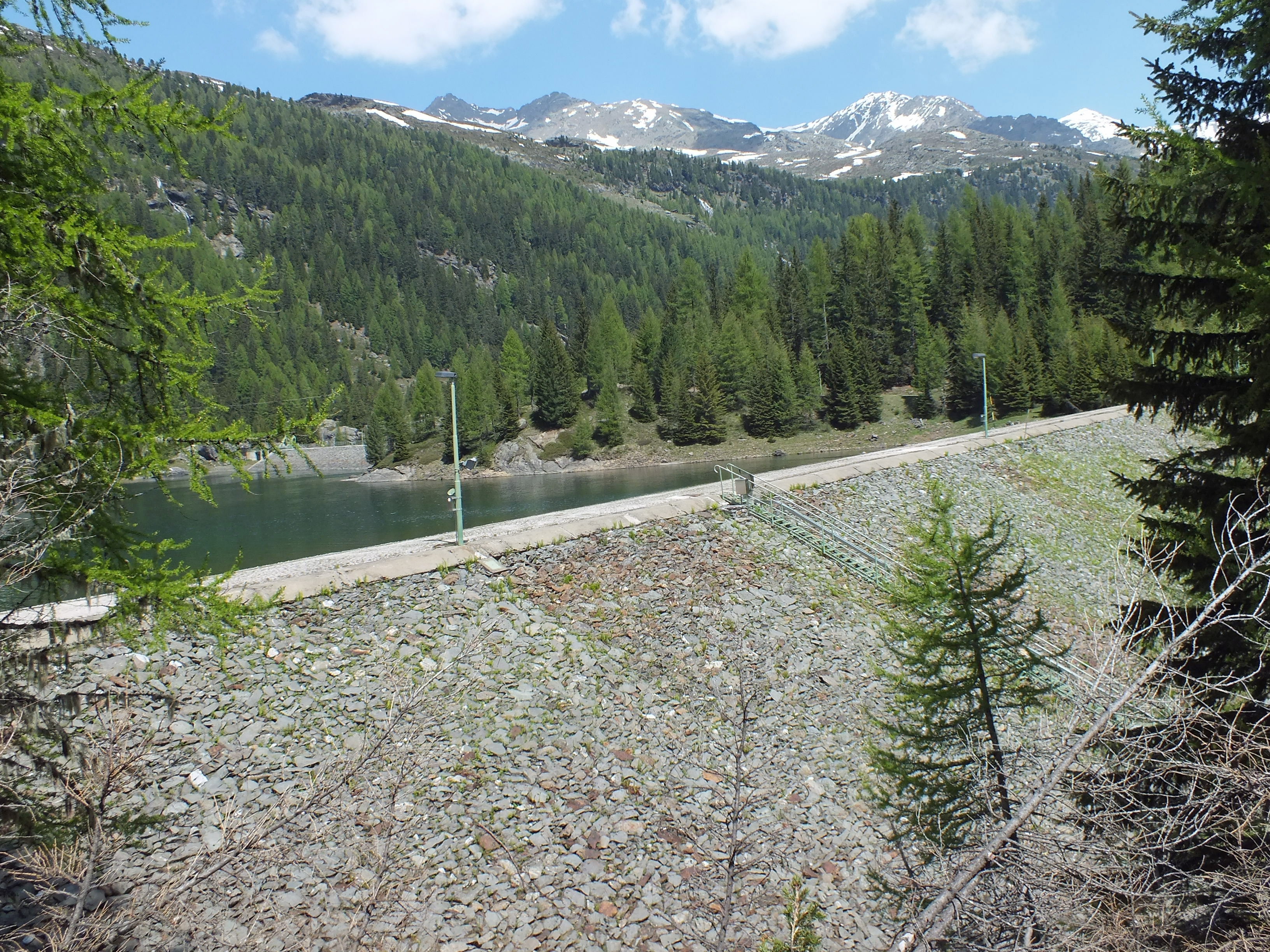
Der Nebenstaudamm

Der nördliche Hauptdamm hat eine Kronenlänge von 229 m und eine Höhe von 20,5 m. Am Fuß hat er eine Breite von 65 m, und sein Gesamtvolumen beträgt 80.000 m³. Der südliche Damm ist etwas kürzer und hat auch eine geringere Höhe.
Das Stauziel der Anlage liegt bei 1872 m, das maximale Stauziel einen Meter darüber. Der Speicherraum des Sees beträgt 1,67 Mio. m³.
Um den See führt ein Rundweg von reichlich zwei Kilometern Länge, der über die Krone des Hauptdamms verläuft und den Nebendamm umgeht.

## Kraftwerkseinbindung
Das zum Stausee gehörige Kraftwerk liegt nicht am Staudamm, sondern in einer Entfernung von 11 km Luftlinie und 730 m tiefer am Westufer des Zoggler-Stausees und heißt Kraftwerk St. Walburg. Das Wasser wird über einen Druckstollen und zuletzt eine Druckleitung zum Kraftwerk St. Walburg geleitet, nachdem es sich zuvor mit dem Ablaufwasser des Kraftwerk Kuppelwieser Alm vereinigt hat.

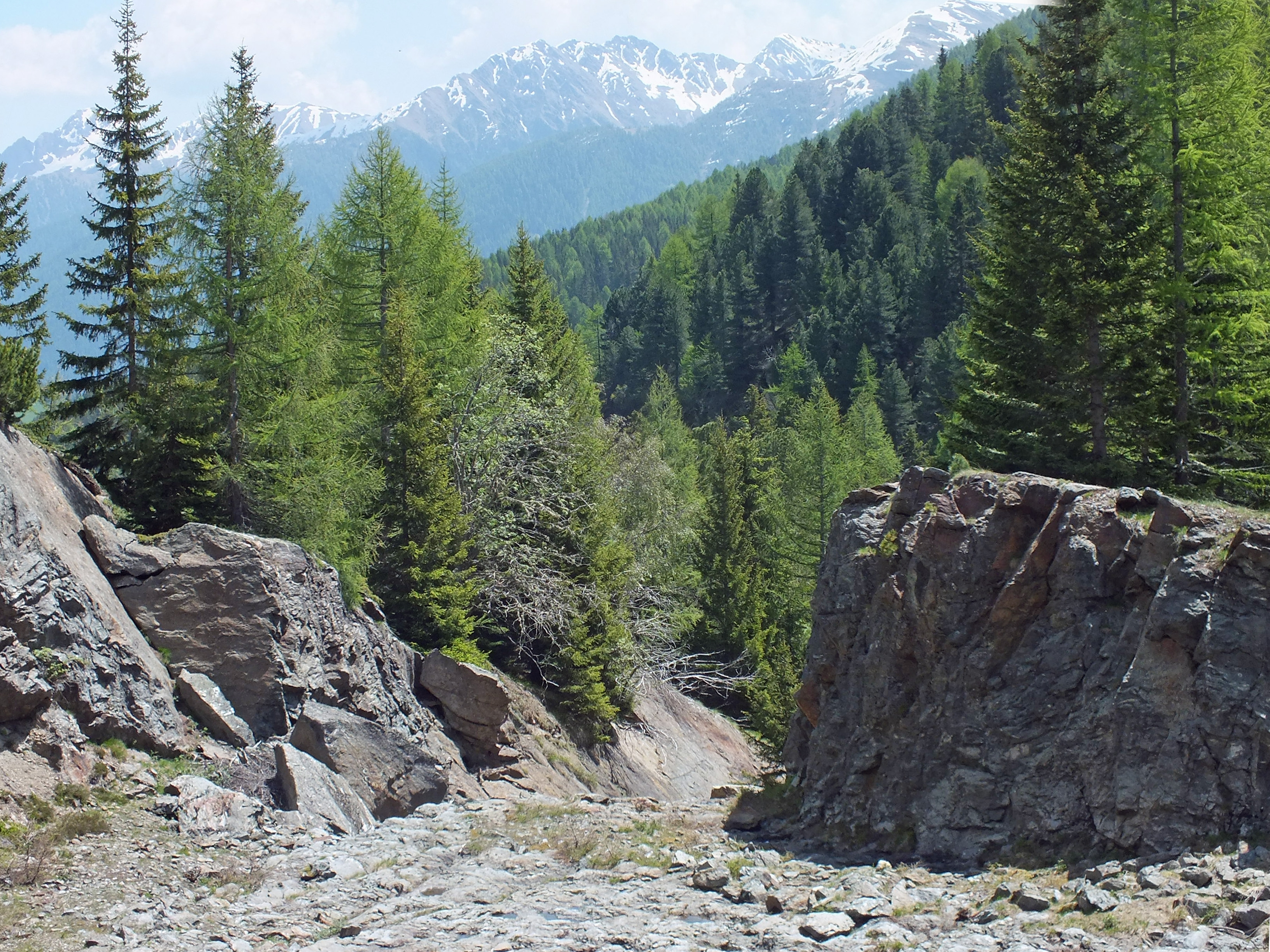
Bett des Überlaufs

Im Kraftwerk trifft das Wasser auf zwei Pelton-Turbinen mit horizontaler Achse und erzeugt maximal eine Leistung von 44 MW.
Im Normalfall hat also der Weißbrunnsee keinen offenen Ablauf. Nur für ein Wasser-Überangebot besitzt der Hauptdamm eine Überlaufeinrichtung, über die das Wasser steil zur Dammsohle geführt wird und von da dem natürlichen Lauf der Falschauer folgt, die dann weiter von Nebenflüssen gespeist wird.

## Geschichte
1957 wurden die Arbeiten zur Anlage des Sees verbunden mit der Errichtung des Kraftwerks St. Walburg begonnen und 1959 abgeschlossen. Die Untere Weißbrunn-Alm versank zum größten Teil in den Fluten.

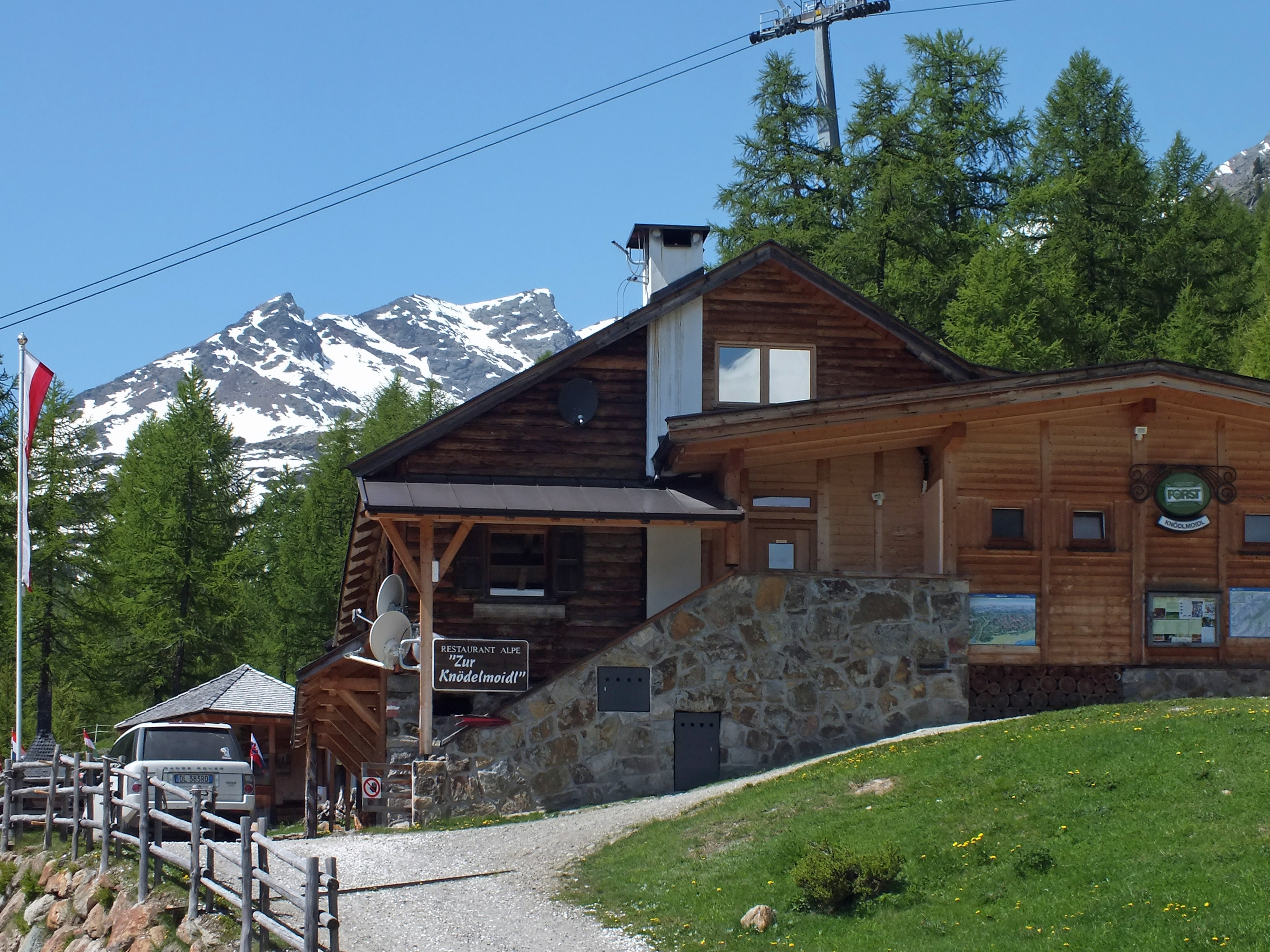
Der Berggasthof „Zur Knödlmoidl“

Während des Baus der Dämme entstand eine Barackensiedlung für die Bauarbeiter. Für deren Versorgung gab es eine Betriebskantine, die sich nach Beendigung der Bauarbeiten als Ausflugsrestaurant „Enzian“ (La Genziana) etablierte.
Schon während der Zeit des Dammbaus war der aus dem Piemont stammende Koch Giancarlo Godio hier beschäftigt. Später übernahm er als Schwiegersohn die Gaststätte und führte sie mit seiner Kochkunst zur Berühmtheit, indem er die Ultner Küche mit der italienischen kombinierte. 1978 erhielt er als erster Koch in Südtirol einen Michelin-Stern. Hochrangige Gäste landeten zum Restaurantbesuch auf einem Hubschrauberlandeplatz am See. 1994 kam Giancarlo Godio bei einem Flugzeugabsturz ums Leben. Der ehemalige Gasthof ist geschlossen.
Jetzt übernimmt die gastronomische Versorgung am Weißbrunnsee der Berggasthof „Zur Knödlmoidl“.